# Cryptobatrachus
Cryptobatrachus – rodzaj płazów bezogonowych z rodziny Hemiphractidae.

## Zasięg występowania
Rodzaj obejmuje gatunki występujące w północnych Andach oraz Sierra Nevada de Santa Marta w Kolumbii i Serranía de Perijá w Wenezueli.

## Systematyka

### Etymologia
Cryptobatrachus: gr. κρυπτος kruptos „ukryty”; βατραχος batrakhos „żaba”.

### Podział systematyczny
Do rodzaju należą następujące gatunki:
- Cryptobatrachus boulengeri Ruthven, 1916
- Cryptobatrachus conditus Lynch, 2008
- Cryptobatrachus fuhrmanni (Peracca, 1914)
- Cryptobatrachus pedroruizi Lynch, 2008
- Cryptobatrachus ruthveni Lynch, 2008